# Stadtmauern von Florenz

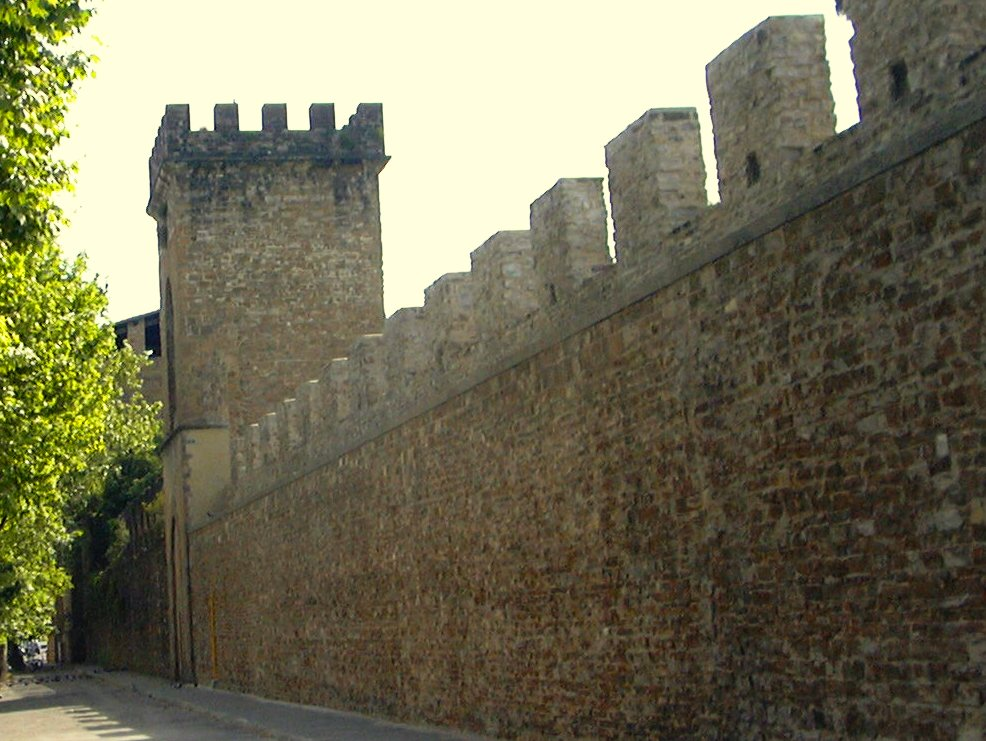
Ein erhaltenes Mauerstück bei San Niccolò

Die Stadtmauern von Florenz sind die im Lauf der Geschichte mehrfach veränderten Ringmauern um Florenz. Es lassen sich bis zu sechs solche Ringe unterscheiden. Der letzte stammte aus der Mitte des 16. Jahrhunderts. Die Mauern nördlich des Arno mussten im 19. Jahrhundert den Viali di Circonvallazione weichen, die südlich des Arno blieben erhalten.

## Römische Stadtmauer

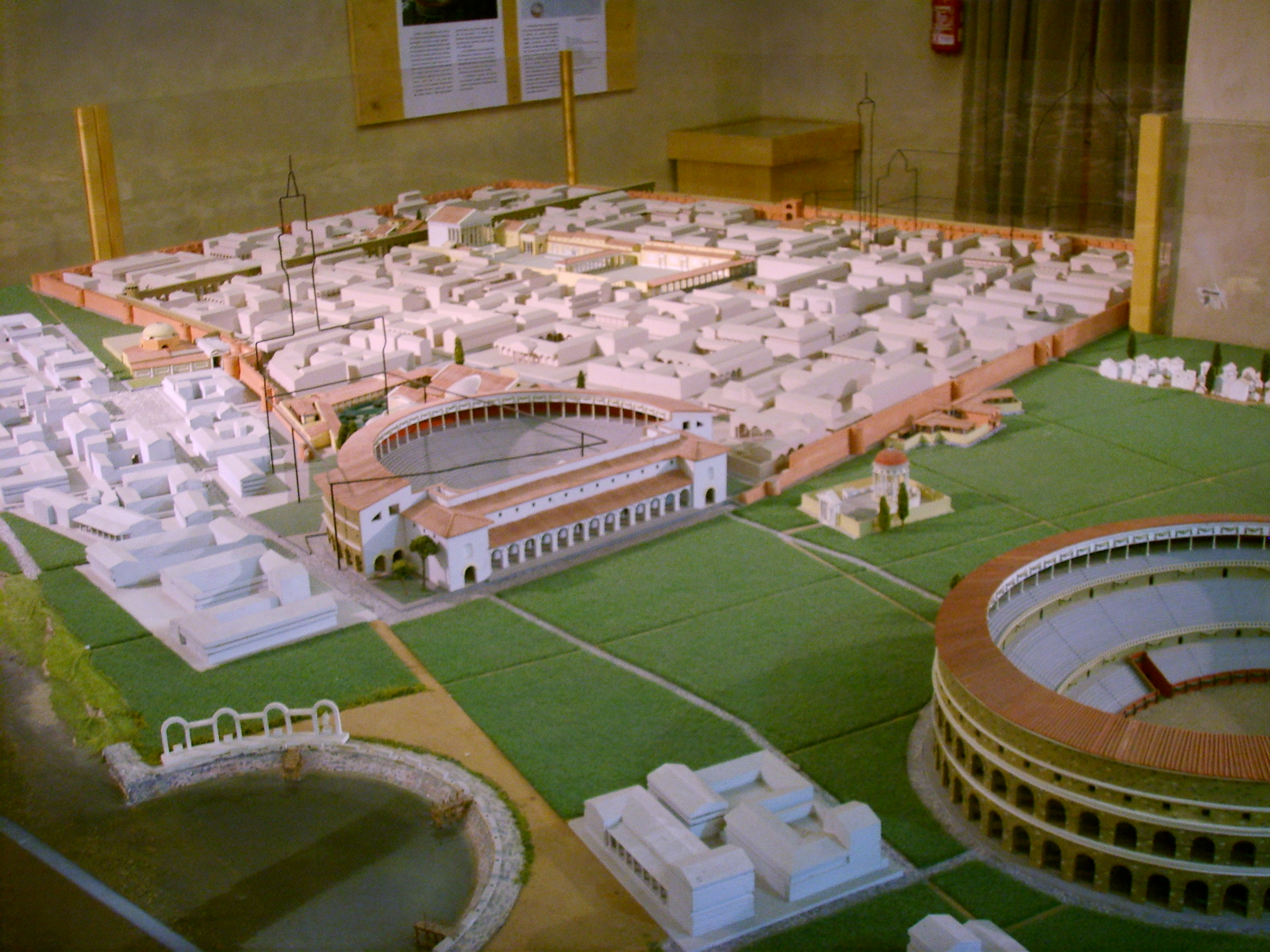
Modell des römischen Florentia, Museo di Firenze com’era

Die rechteckige römische Mauer folgte im Norden in etwa der Via dei Cerretani bis zum Domplatz, der Via Tornabuoni im Westen, der Via del Proconsolo im Osten und im Süden folgte sie dem Lauf des Arno. Die umfasste Fläche betrug etwa 20 Hektar. Es gab vier Tore, mit den mittelalterlichen Namen Porta Aquilonia (im Norden), Porta San Piero (im Westen), Porta di Santa Maria (Süden) und Porta di San Pancrazio oder Brancazio im Westen. Nicht von der Mauer umschlossen waren das Amphitheater und die überwiegend von syrischen Händlern bewohnten Kaufmannsquartiere südlich des Arno. Nach dem Untergang des weströmischen Reiches verfiel diese Mauer.
Ob nach der Eroberung der Stadt durch Justinians Feldherrn Narses 550 ein zweiter, kleinerer Befestigungsring errichtet wurde, ist umstritten. Bereits im Frühmittelalter kam es zu einem massiven Bevölkerungswachstum, dem man durch Ausweitung des Mauerrings Rechnung tragen musste. Dies geschah ab dem 9. Jahrhundert (dritter Ring), dann ab dem 11. Jahrhundert ungefähr alle 100 Jahre: im Jahr 1078, dann 1173–75 (mit einem ersten Ausgriff aus südliche Arnoufer), und zu Beginn der 1280er Jahre.

## Stadtmauern der Republik Florenz
Siehe auch Republik Florenz

### Mauerring um 1170
Der Ausbau der 1170er Jahre geschah in Eile. Er ist ablesbar an der Stadtstruktur und durch Chronisten bezeugt. Die archäologischen Befunde sind aber rar und belegen die Verwendung eher minderwertigen Materials. Es handelte sich offenbar eher um eine Art verstärkter Palisade.

### Neuer Mauerring um 1280

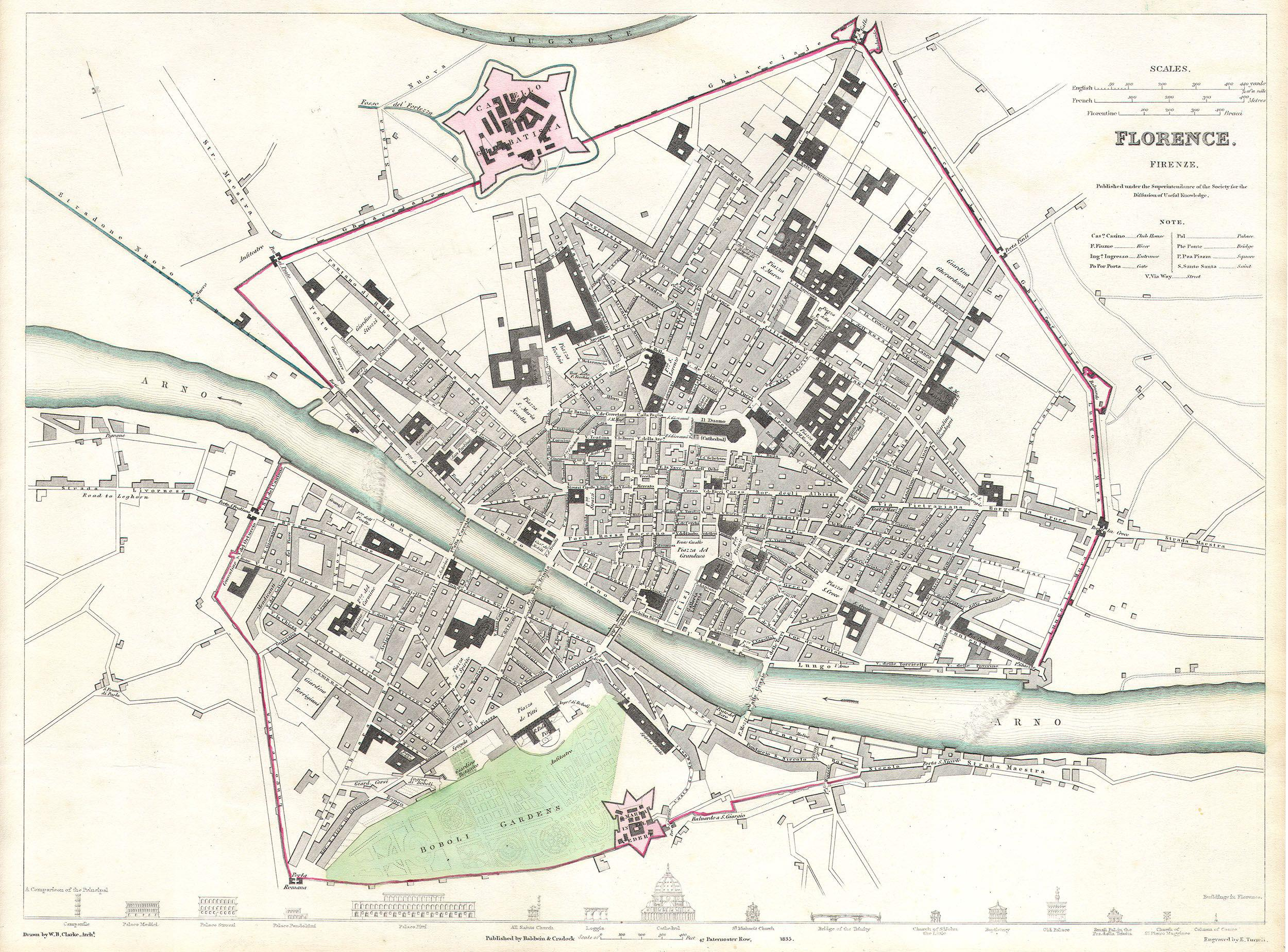
Der fünfte Mauerring ab 1280 und die renaissancezeitlichen Verstärkungen auf einem Plan von 1835

Zu Beginn der 1280er Jahre zählte Florenz um die 80.000 Einwohner und brauchte dringend eine neue Stadtmauer. Deren Plan wird allgemein Arnolfo di Cambio zugeschrieben. Es wirkten aber auch Giotto, Andrea Pisano und andere mit. Der von der Mauer umschlossene Bereich wuchs von 75 auf 430 Hektar, es gab 63 Türme und 12 monumentale Tore, im Norden der Stadt wurde der Mugnone umgeleitet und ein Wassergraben geschaffen.
Dieser fünfte Mauerring wurde 1333 fertiggestellt. Er repräsentierte einen urbanistischen Kraftakt vergleichbar dem Dombau. In der Folge stagnierte für lange Zeit die Bevölkerungszahl.

## Bastionärer Ausbau in der Renaissance

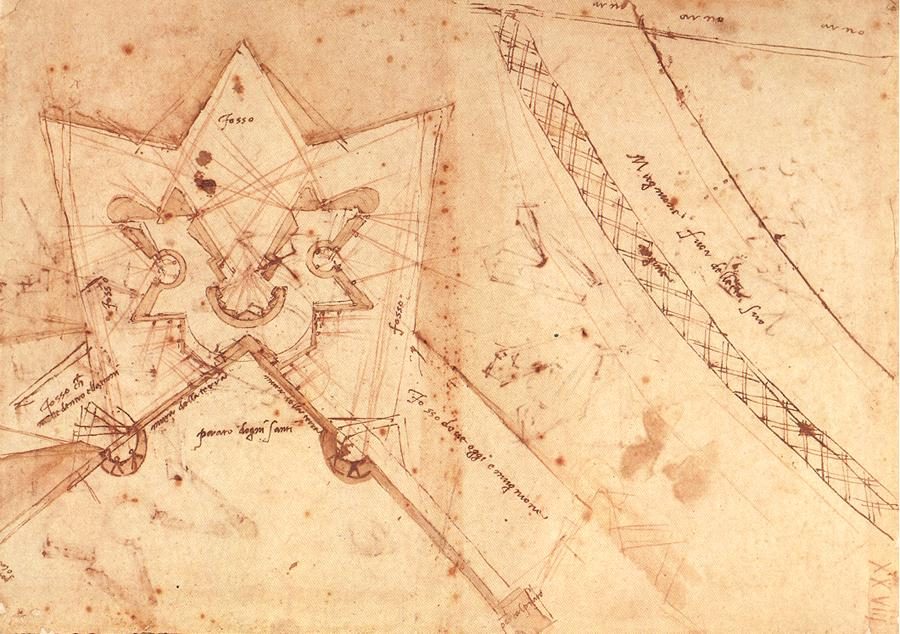
Michelangelo Buonarroti, Studie betreffend die Befestigung der Porta al Prato. Das Projekt wurde nicht realisiert.

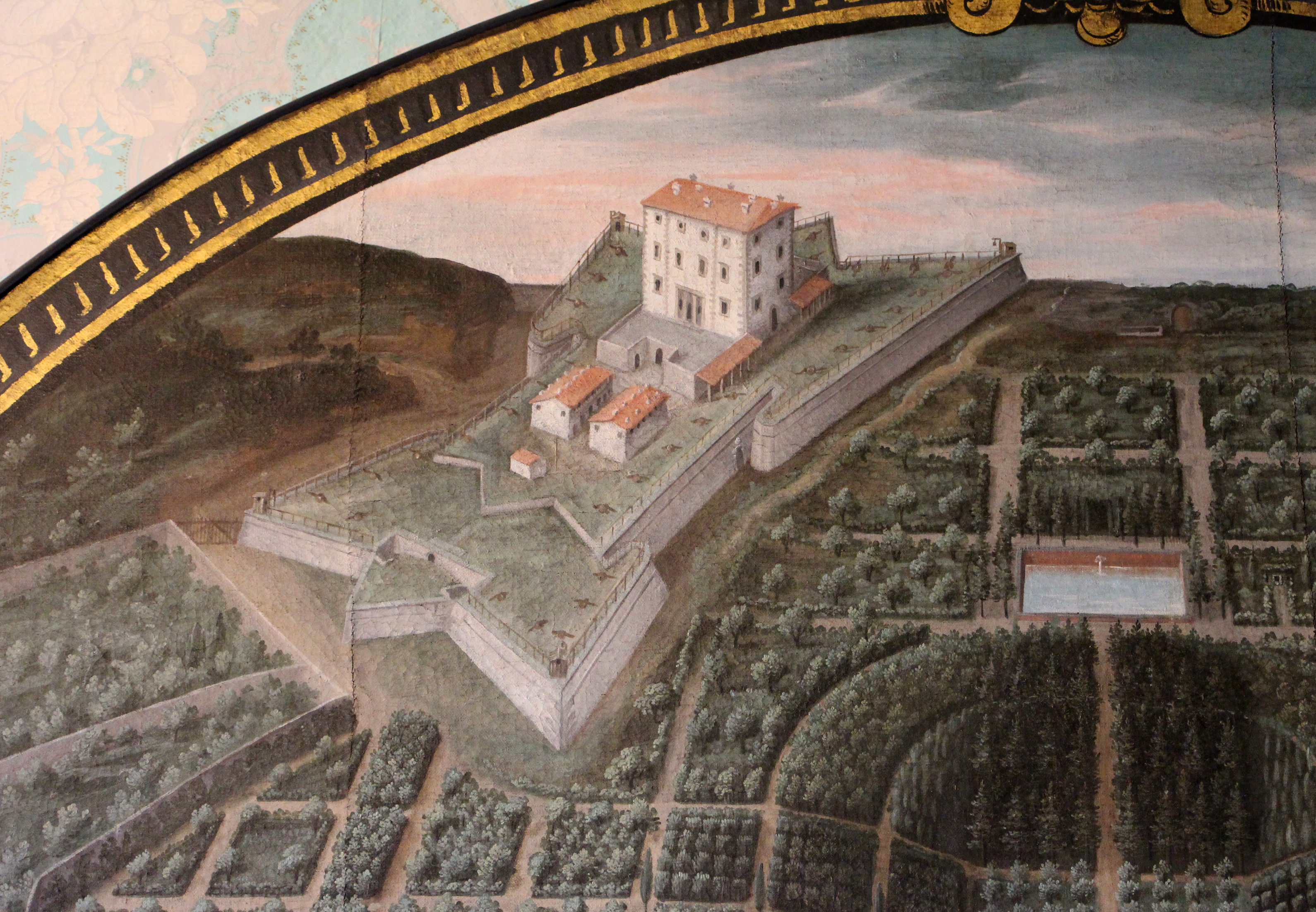
Die Forte di Belvedere ab 1590 auf einem Gemälde von Giusto Utens (Ausschnitt)

Die Befestigungsbauten der Medici waren eher militärtechnisch bedingt, was sich an der erfolgreichen Belagerung von 1530 erwies. Der Ausbau zur Bastionsbefestigung erschien unerlässlich. Errichtet wurden die Fortezza da Basso (ab 1534), die Forte di Belvedere (ab 1590) und weitere Anlagen nach dem bastionären System.

## Entfestigung im 19. Jahrhundert
1850 war die Bevölkerungszahl von Florenz die gleiche wie 1350. Nun aber begann eine expansive Wachstumsperiode. Schon im 18. Jahrhundert verloren Stadtmauern an militärischem Wert, im 19. Jahrhundert wurden sie zu Hemmnissen der Stadtentwicklung. So auch im Fall Florenz. 1870 wurden die Stadtmauern zum größten Teil abgerissen und nach Plänen von Giuseppe Poggi durch Boulevards ersetzt.

## Galerie

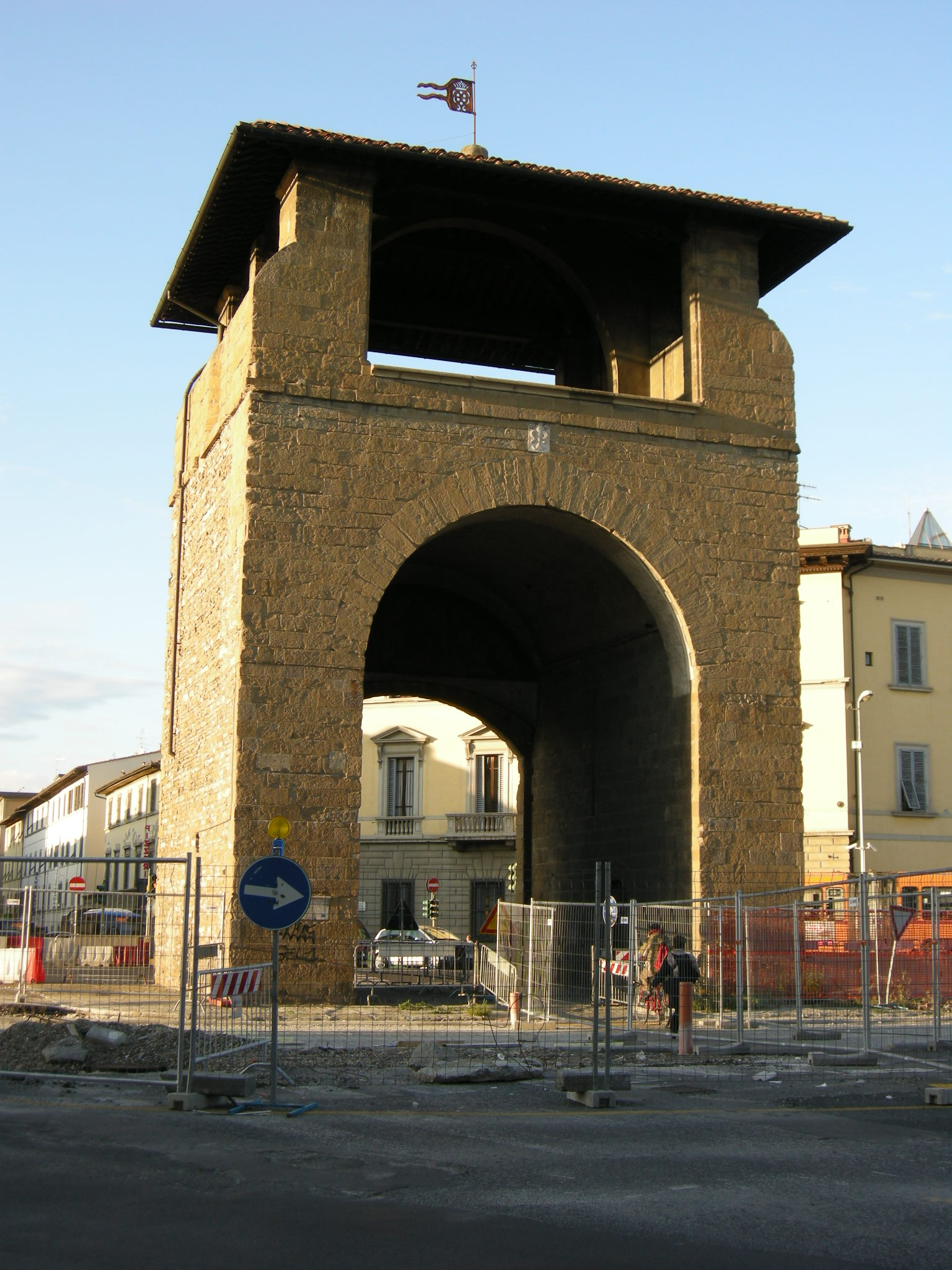
Porta al Prato
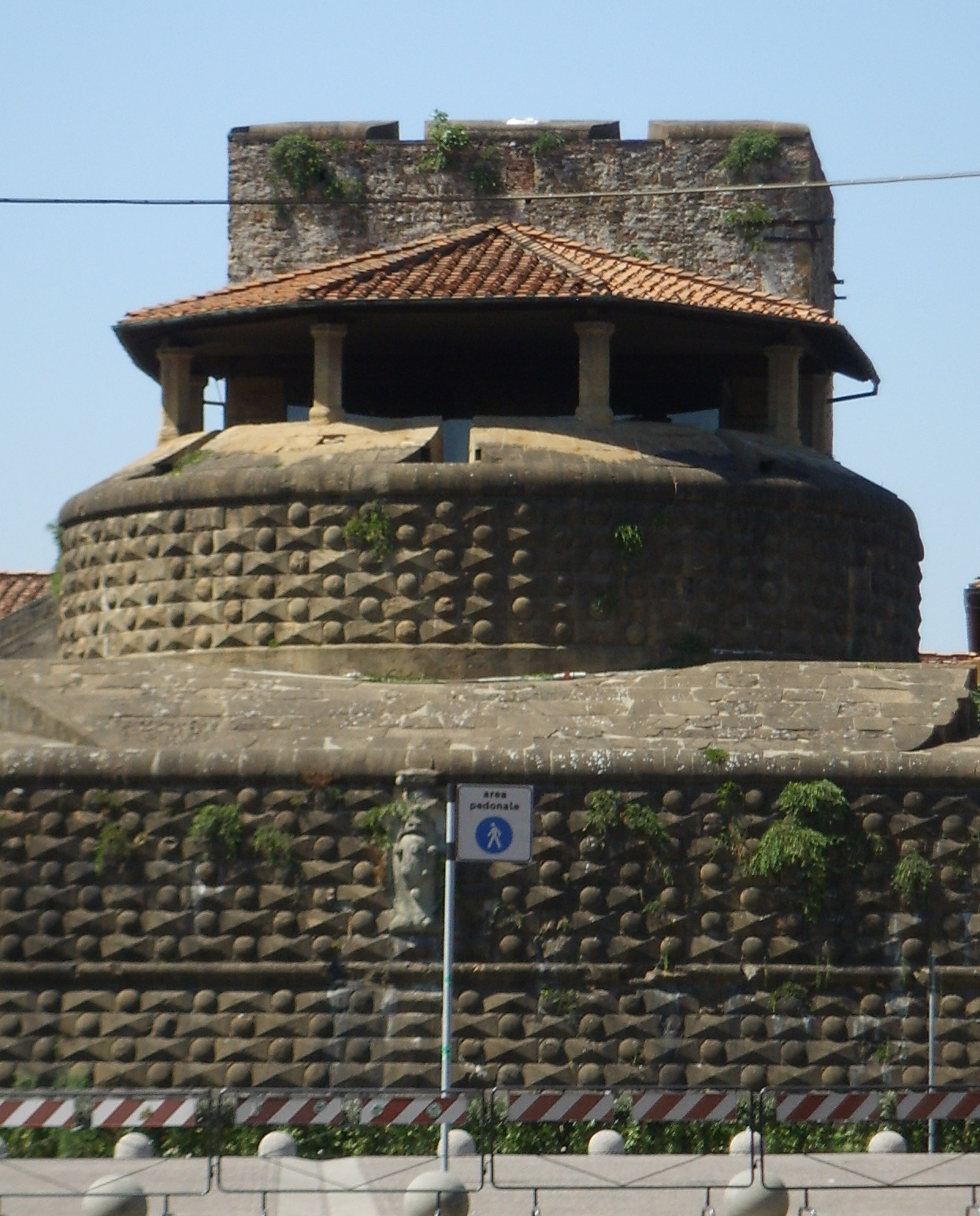
Porta a Faenza
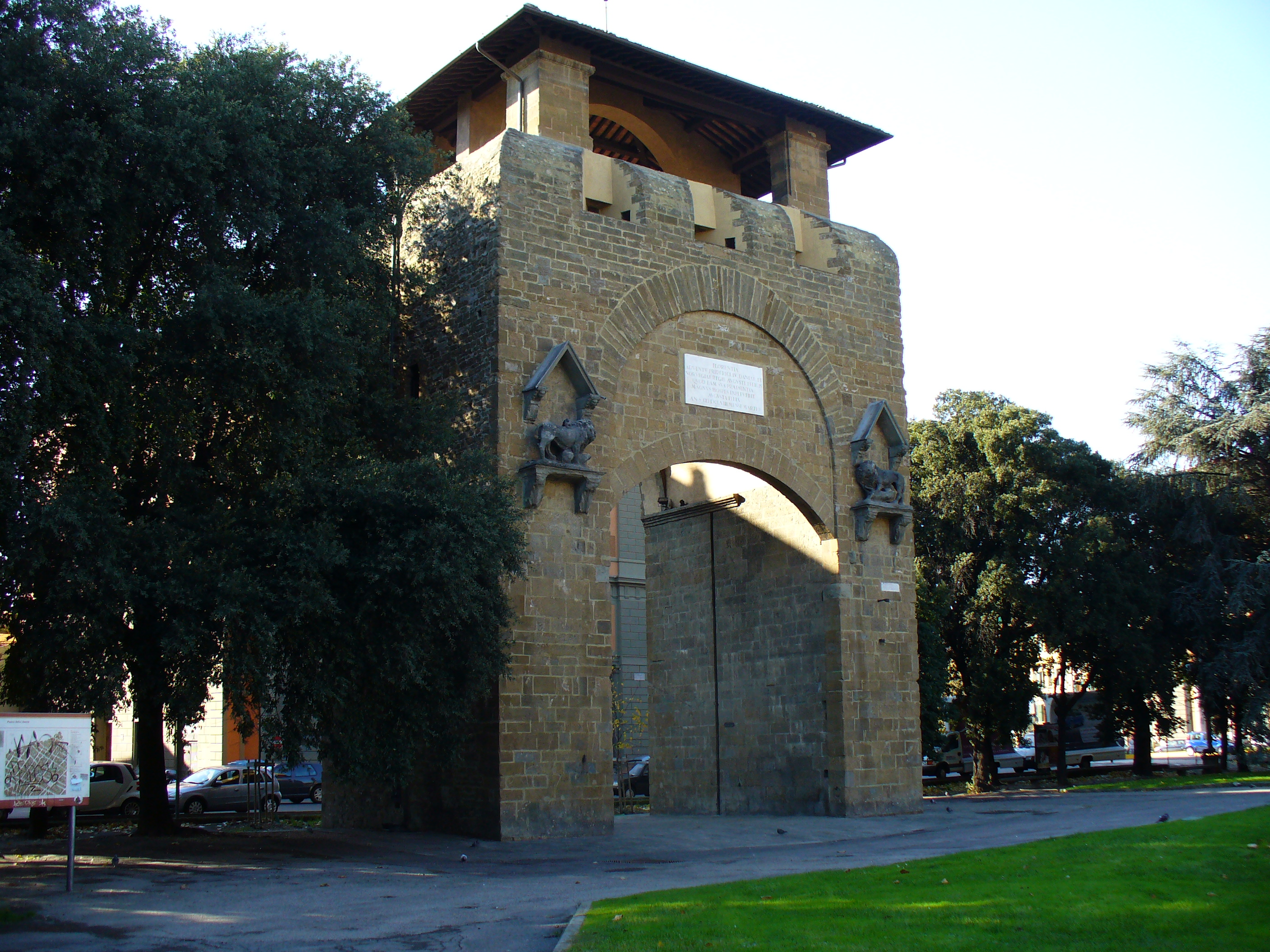
Porta San Gallo
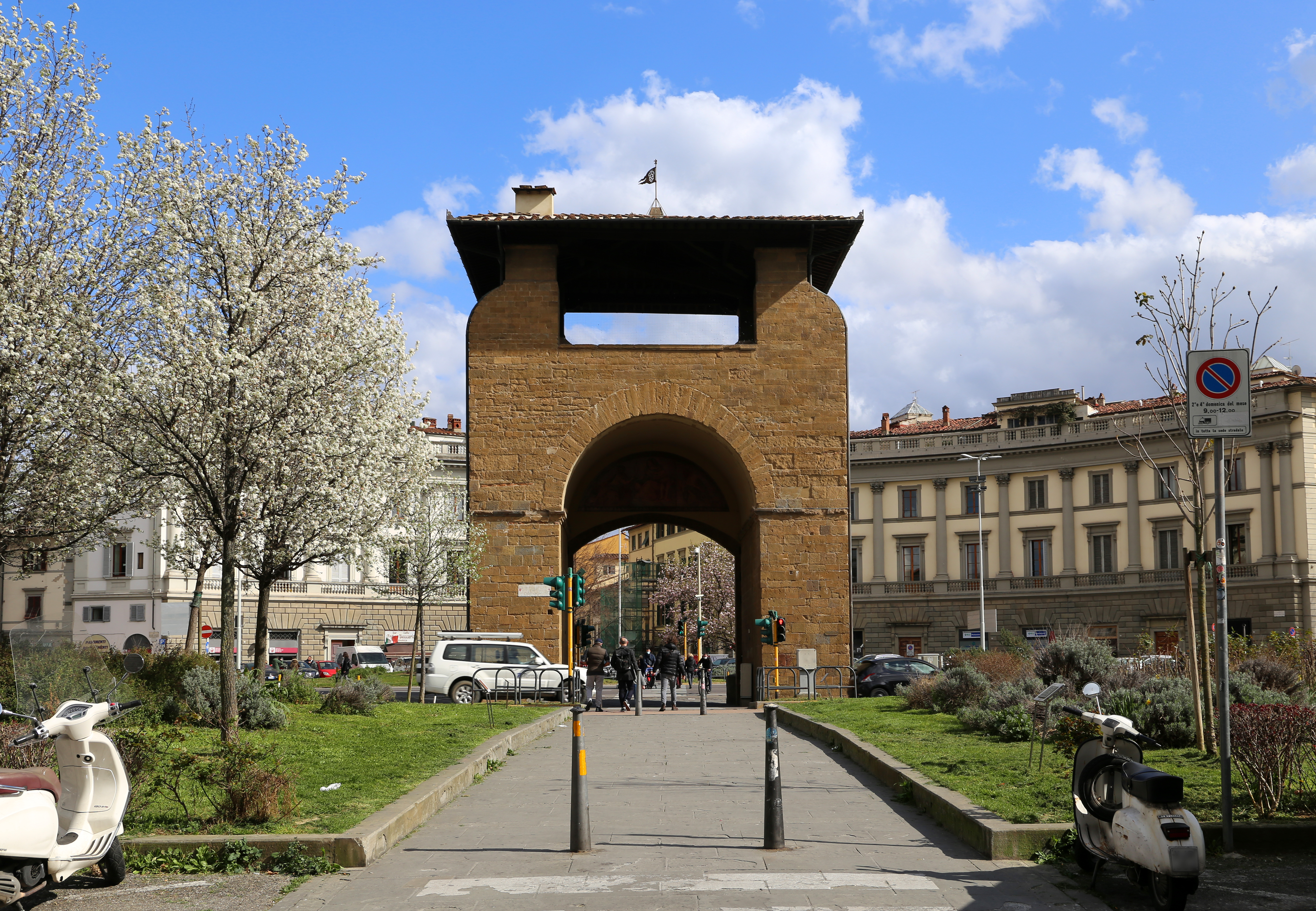
Porta alla Croce im Zentrum der Piazza Beccaria
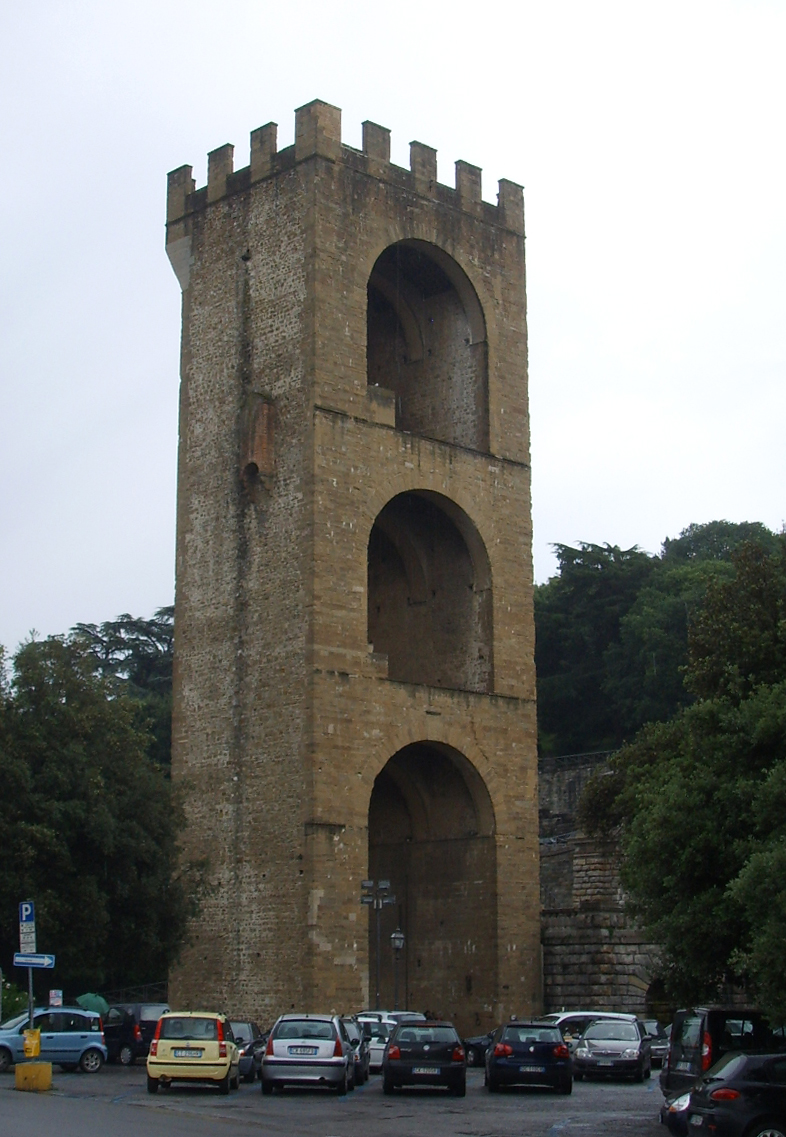
Porta San Niccolò
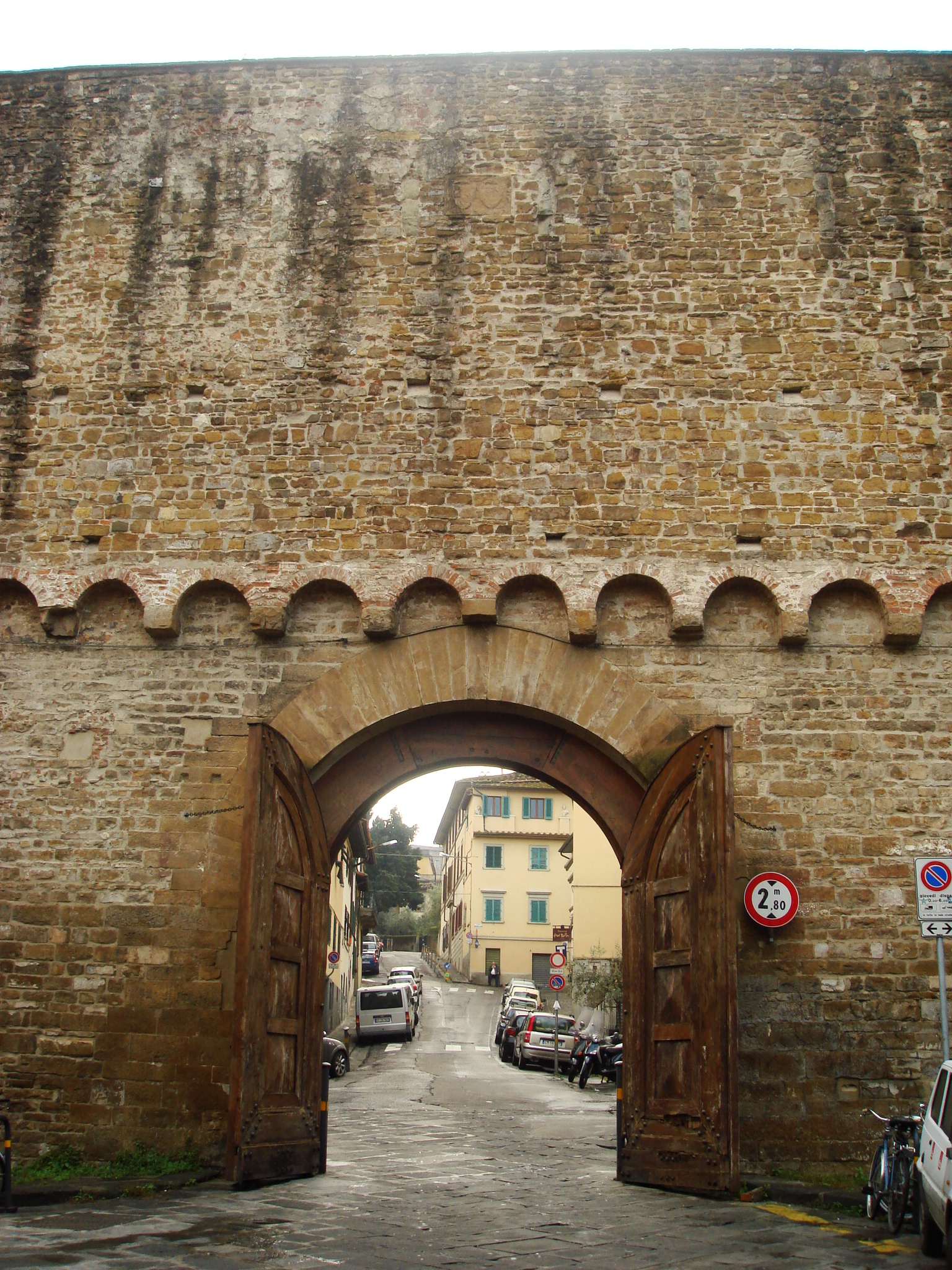
Porta San Miniato
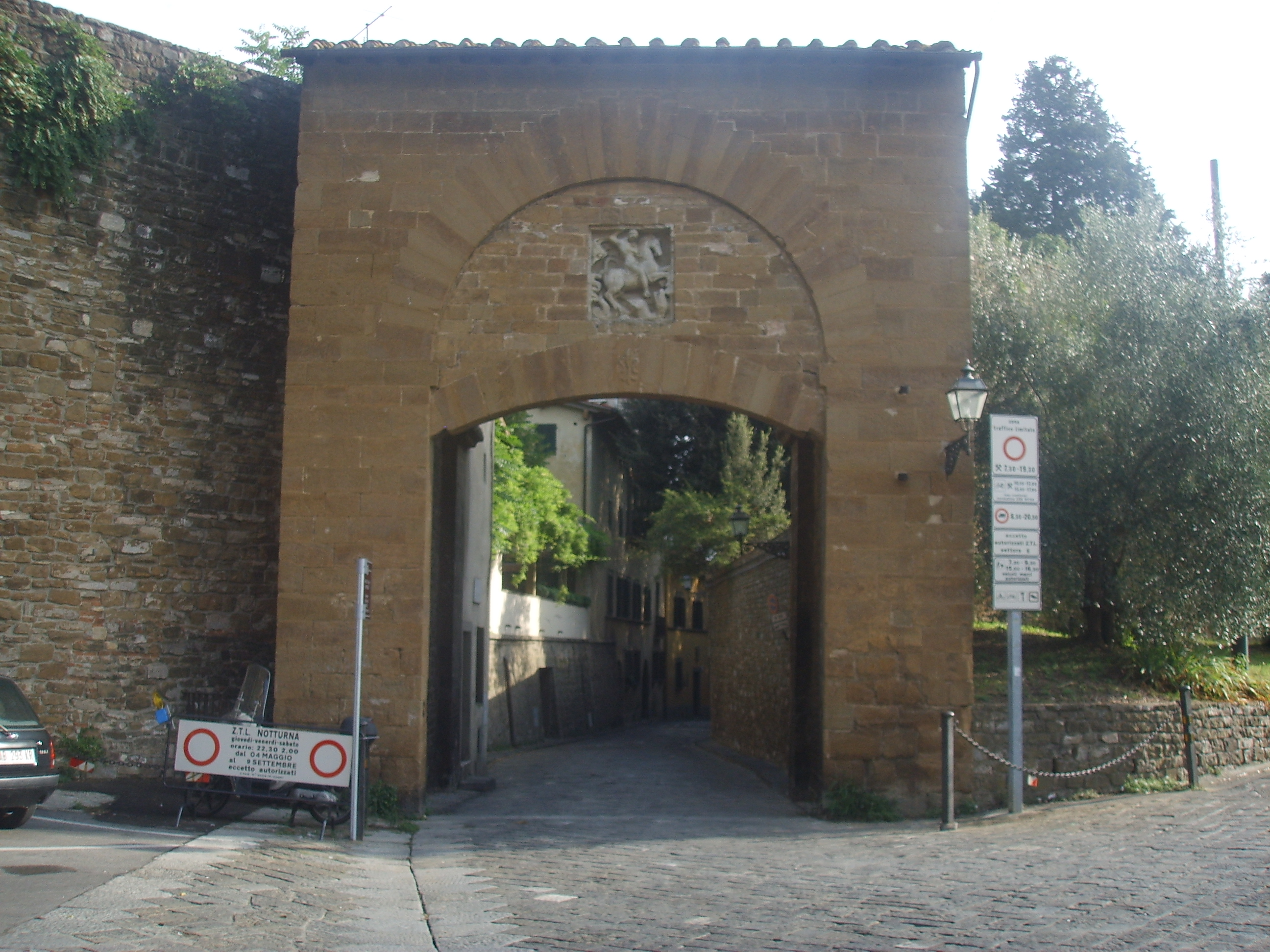
Porta San Giorgio
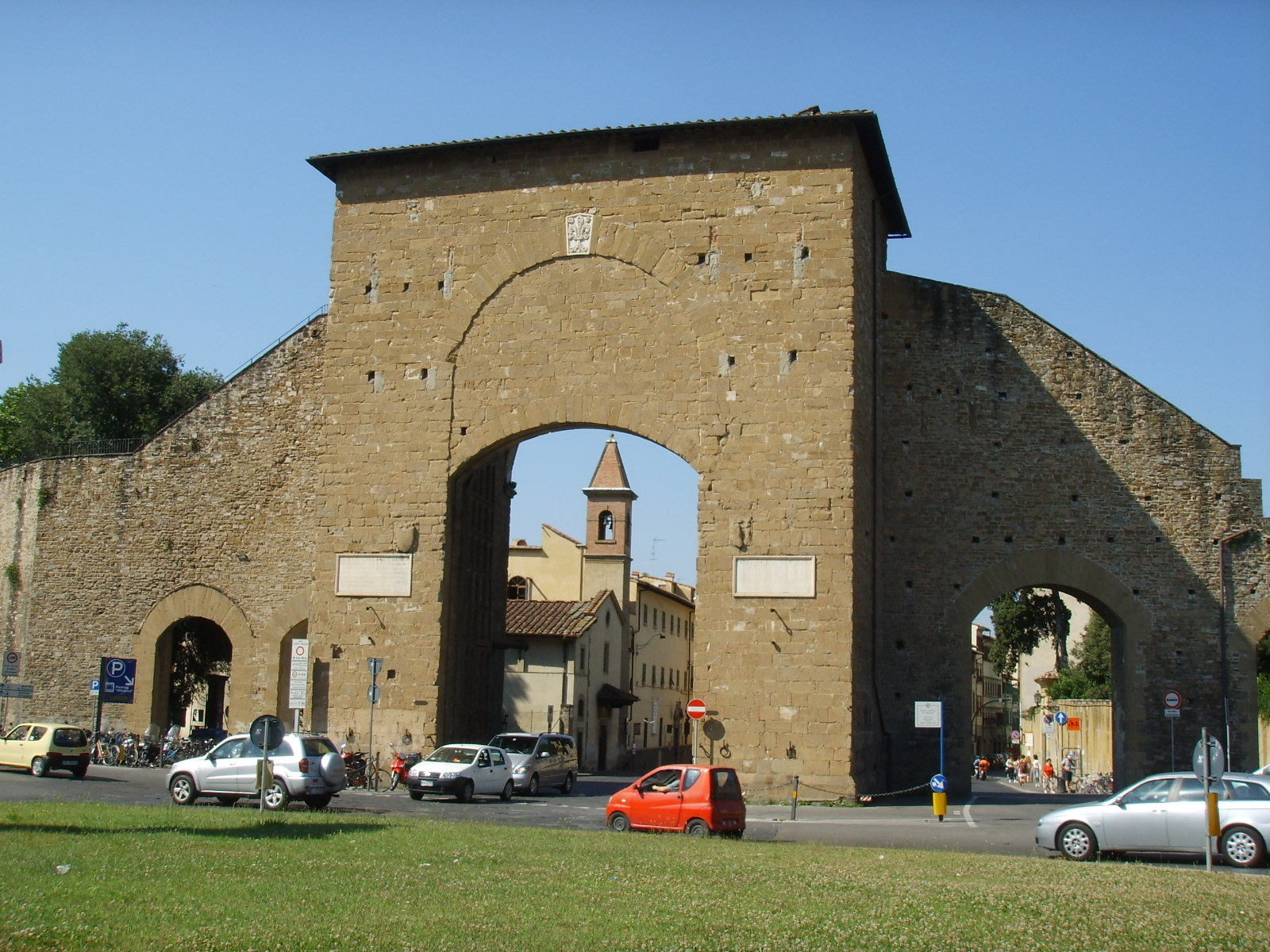
Porta Romana
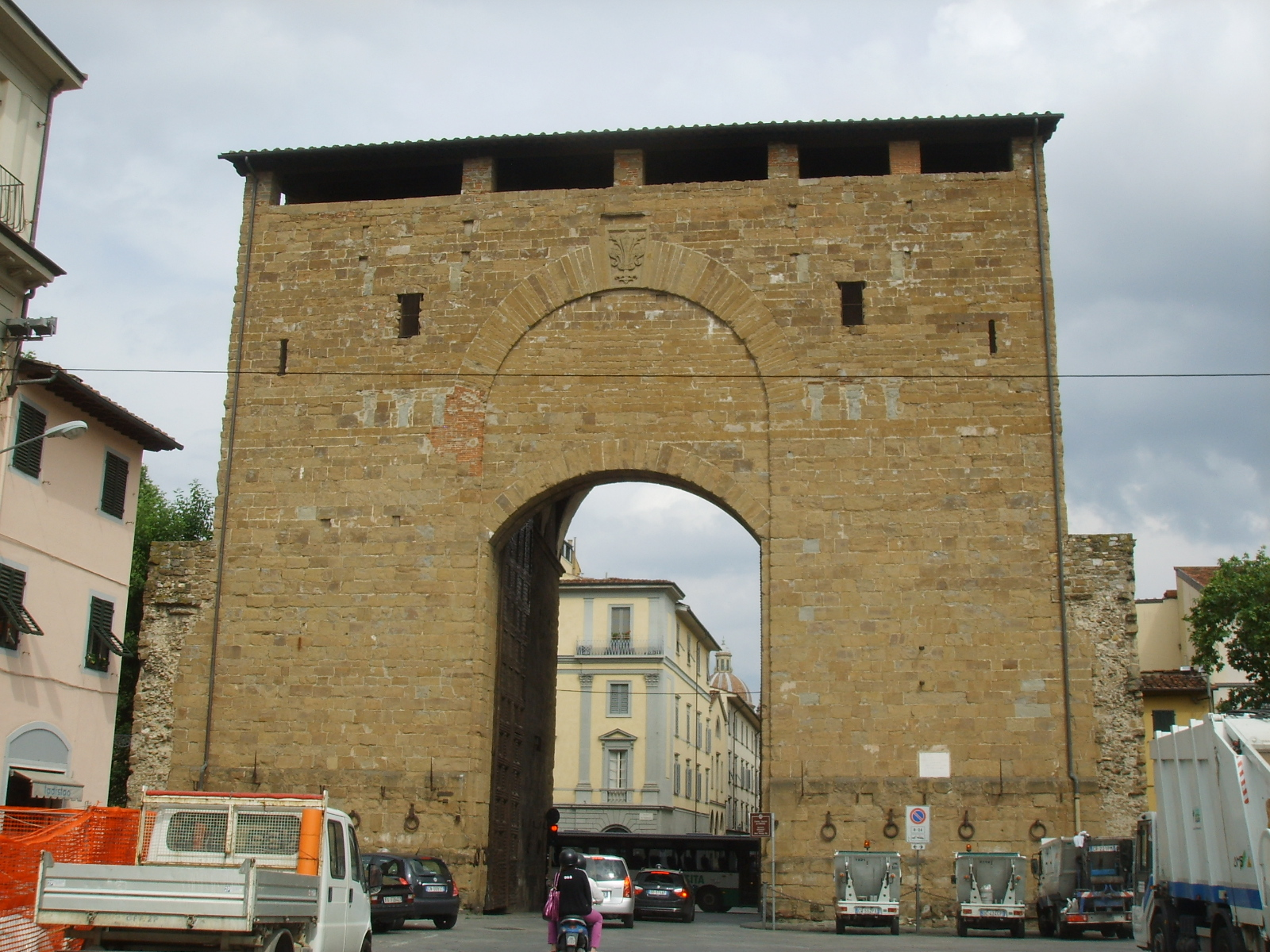
Porta San Frediano